# Grèzes (Lozère)
Grèzes  ist eine französische Gemeinde mit 209 Einwohnern (Stand 1. Januar 2022) im Département Lozère in der Region Okzitanien. Sie gehört zum Kanton Bourgs sur Colagne.

## Geografie
Grèzes liegt im Gévaudan am Hang des Truc de Grèzes, eines Zeugenbergs aus Kalkstein, der einen Ausblick über die Causse und die Margeride bietet. Nachbargemeinden sind Palhers im Nordwesten und Cultures im Südosten. Grèzes liegt sechs Kilometer südöstlich von Marvejols und 13 Kilometer westlich von Mende.

## Geschichte
Archäologische Ausgrabungen in den Jahren 1998 und 1999 am Westhang des Truc de Grèzes erwiesen sich als schwierig, weil Grabstätten aus dem Mittelalter nicht beschädigt werden durften, sowie 37 Grabstätten aus dem 5. und 6. Jahrhundert gefunden wurden. Schließlich fand man jedoch Reste temporärer Wohnstätten aus der Jungsteinzeit. 
Auf dem Gipfel des Truc de Grèzes wurden Tonscherben gefunden, die darauf hindeuten, dass sich dort ein keltisches Oppidum des Stammes der Gabali befand. Im 3. Jahrhundert wurde ein Römisches Militärlager Gredonense castrum anstelle des alten Oppidum auf dem Gipfel des Berges erbaut, am Hang bildete sich eine Ortschaft namens Gredone. Dort, wo sich damals Gredone befand, wurden ein Cippus und zwei römische Säulen gefunden. Auf dem Gipfel fand man Dachziegel, Tonscherben, eine Bronzestatue des Kaisers Aurelian (214–275) und römische Münzen. Laut Gregor von Tours (538–594) fiel der Alamanne Chrocus mit seinen Truppen in das Gévaudan ein. Die Bewohner der Gegend um Grèzes verschanzten sich im römischen Castrum und wurden dort belagert. Die Alamannen versuchten, die Gabali durch die Gefangennahme des Bischofs Privat von Mende († 259/260) zum Aufgeben zu zwingen. Das gelang jedoch nicht, woraufhin die Alamannen die Gabali freiließen. Privat erlag seinen Verletzungen.

## Bevölkerungsentwicklung
| Jahr      | 1962 | 1968 | 1975 | 1982 | 1990 | 1999 | 2007 | 2018 |
| Einwohner | 444  | 170  | 193  | 183  | 235  | 245  | 233  | 230  |

## Sehenswürdigkeiten
Die romanische Pfarrkirche Saint-Frézal, die dem Heiligen Frézal (†828), einem Bischof von Mende, geweiht ist, wurde im 12. Jahrhundert erbaut und im 14. Jahrhundert erweitert. Das Innere der Kirche ist bemalt. Sie wurde im Jahr 2001 in das Zusatzverzeichnis der Monuments historiques (historische Denkmale) eingetragen.